# Gush Dan

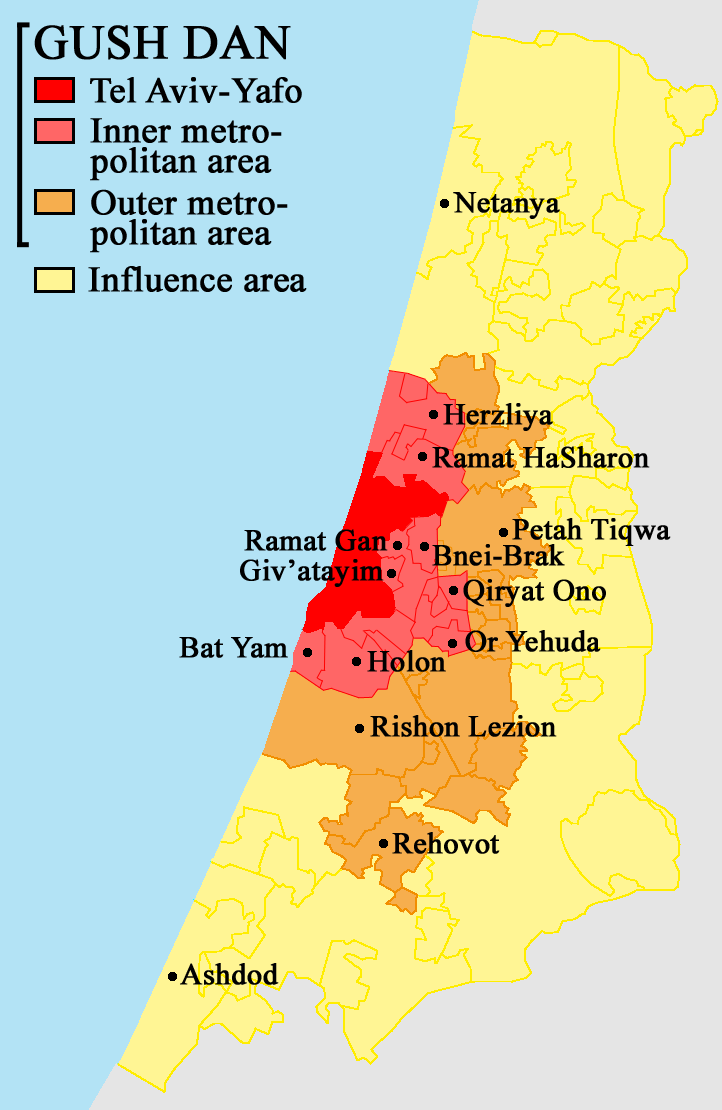
Gush Dan.

Gush Dan är ett stadsområde kring Tel Aviv i Israel, som består av ett antal fristående städer med 3,5 miljoner invånare, längs en 14 km[källa behövs] lång sträcka vid Medelhavet.
Dessa är Bat Yam, Holon, Ramat Gan, Giv'atayim, Bnei Brak, Petah Tikva, Ramat HaSharon, Rishon LeZion och Qiryat Ono.

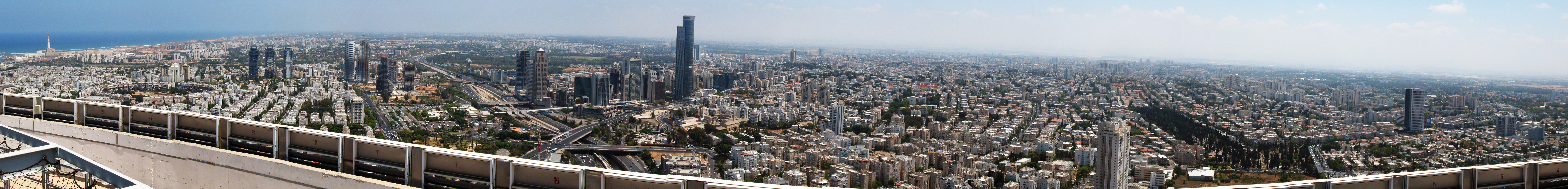